# Smalnäbbsglada
Smalnäbbsglada (Helicolestes hamatus) är en sydamerikansk fågel i familjen hökar inom ordningen hökfåglar.

## Utseende
Smalnäbbsglada är en rätt liten (35–41 cm) rovfågel, i stort likt snäckgladan med liknande smal näbb och gråsvart fjäderdräkt. Den skiljer sig dock i proportionerna: mindre och sattare med kortare och bredare vingar, kortare tvärt avskuren stjärt och i flykten snabbare vingslag. Den har vidare gulvita ögon, ej röda. I flykten framstår stjärten som ännu kortare i kombination med de breda vingarna och den saknar helt inslag av vitt (snäckgladan har lysande vit stjärtrot). Könen är också lika. Ungfågeln liknar den adulta men ving- och stjärttäckare är rostkantade och två till tre vita band syns på stjärten, därutöver vit stjärtspets.

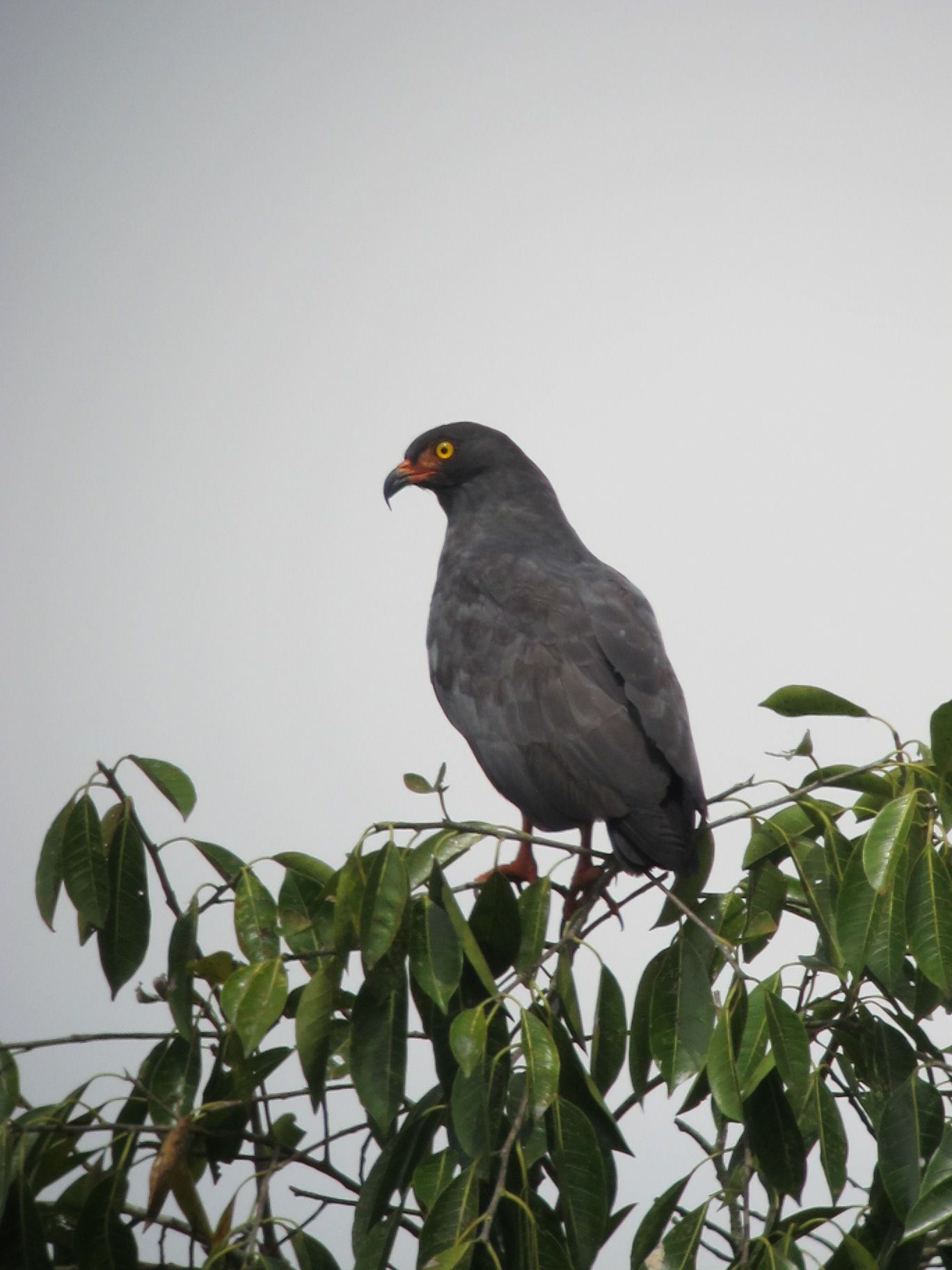

## Läten
Bland annat hörs ett jamande vråklikt ljud som i engelsk litteratur återges "weeeuuu".

## Utbredning och systematik
Arten förekommer från östra Panama till Guyana, norra Bolivia och Amazonområdet i Brasilien. Den behandlas som monotypisk, det vill säga att den inte delas in i några underarter.

### Släktskap
Tidigare placerades den tillsammans med snäckgladan i Rostrhamus, men förs numera som ensam art till ett eget släkte, Helicolestes. Den tros dock vara nära besläktad med släktgladan och som denna faktiskt en del av vråkarna, i en grupp som även inkluderar tranvråk och svarthalsad vråk. Inga genetiska studier har dock utförts på arten.

## Levnadssätt
Liksom snäckgladan hittas den i våtmarker och lever huvudsakligen av äppelsnäckor (Pomacea), men föredrar sumpskog och skogsbelägna laguner före öppna ytor. Häckningbiologin är dåligt känd. I Venezuela och Guyana häckar den mellan juni och oktober under regnperioden, medan ett bo med ägg noterats i nordöstra Peru i början av juli.

## Status
Smalnäbbsglada har ett stort utbredningsområde men tros minska i antal, dock inte tillräckligt kraftigt för att den ska betraktas som hotad. Sammantaget gör det att internationella naturvårdsunionen IUCN kategoriserar arten som livskraftig. Beståndet uppskattas till i storleksordningen 500 000 till fem miljoner vuxna individer.